# José María Esteban
José María Esteban (Lérida, 27 de maio de 1954) é um ex-canoísta espanhol especialista em provas de velocidade.

## Carreira
Foi vencedor da medalha de prata em K-4 1000 m em Montreal 1976, junto com os seus colegas de equipa Herminio Menéndez, José Ramón López e Luis Gregorio Ramos.